# 中田町高倉
中田町高倉（なかたまち たかくら）は、福島県郡山市の大字である。郵便番号は963-0713。

## 地理
郡山市東部の中田地区に属する。東で中田町上石、中田町海老根、中田町下枝、南で田村町金沢、田村町小川、田村町手代木、西で中田町赤沼、緑ケ丘東、荒井町、北で田村郡三春町斎藤とそれぞれ隣接する。概ね町村制施行以前の田村郡高倉村の流れを汲む地域である。一級水系阿武隈川水系大滝根川下流域とその支流の栗川流域、および矢田川支流の上石川上流部を主な範囲とする。域内の多くを山林が占め、川沿いの平地に田畑が広がり、山裾を中心に人家が立地する。北西側の丘陵部は郡山花木団地として造成され、園芸花卉の栽培がおこなわれている。大滝根川に沿い東西に福島県道65号小野郡山線、南北に福島県道54号須賀川三春線が一部重複し貫く。緑ヶ丘東に所在する郡山警察署東部駐在所及び中田町下枝に所在する郡山消防署中田分署がそれぞれ管轄にあたる。

### 主な字
字
- 作田
- 福田
- 上沢又
- 沢又
- 小堤
- 宮ノ下
- 畑中
- 鶴ケ峯
- 田向

- 深谷
- 下羽廣
- 羽廣
- 町
- 槻ノ口
- 三渡
- 竹ノ内
- 善明寺
- 行人坦

- 栗
- 板ノ作
- 古御舘
- 中舘
- 上舘
- 高太郎内
- 保戸内
- 阿ノ山
- 婦野

- 久保田
- 藤平五郎内
- 下新田
- 羽黒堂
- 宮ノ脇
- 下ノ沢
- 神ノ内
- 松山
- 蟹沢

- 深作
- 蔵屋敷
- 下川原
- 大平
- 台
- 萩平
- 茂平前

### 山岳
- 国見山
- 鶴石山

### 河川
一級水系阿武隈川水系
- 大滝根川
  - 栗川
- 上石川（大滝根川の2次支流（谷田川の支流））
  - 海老根川

## 歴史
- 1879年1月27日 - 三春藩領高倉村が福島県内における郡区町村制の施行により田村郡の村となる。
- 1889年4月1日 - 町村制の施行により高倉村が赤沼村、上石村、海老根村と合併し宮城村が発足する。旧高倉村域は宮城村の大字となる。
- 1956年9月1日 - 宮城村が御舘村と合併し中田村が発足し、中田村の大字となる。
- 1965年8月1日 - 中田村が西田村と共に郡山市に編入され、郡山市の大字となる。

## 世帯数と人口
2024年1月1日現在の世帯数と人口は以下の通りである。
| 大字       | 世帯数  | 人口  |
| ---------- | ------- | ----- |
| 中田町高倉 | 309世帯 | 739人 |

## 小・中学校の学区
市立小・中学校に通う場合、学区は以下の通りとなる。
| 番地 | 小学校             | 中学校             |
| ---- | ------------------ | ------------------ |
| 全域 | 郡山市立宮城小学校 | 郡山市立宮城中学校 |

## 交通

### 道路
- 福島県道54号須賀川三春線
- 福島県道65号小野郡山線
- 郡山東部広域農道

## 施設
- 郡山市立宮城中学校
- 宮城郵便局
- 花木団地
- 延命寺